# Stephen Hales
Stephen Hales (Bekesbourne, 17 settembre 1677 – Teddington, 4 gennaio 1761) è stato un botanico, chimico e teologo inglese.
Reverendo inglese, è considerato uno dei fondatori della fisiologia vegetale. La sua opera principale, Statical Essays (1727), è un trattato di fisiologia generale la cui parte botanica venne pubblicata separatamente in un secondo tempo con il nuovo titolo Vegetable Staticks. 

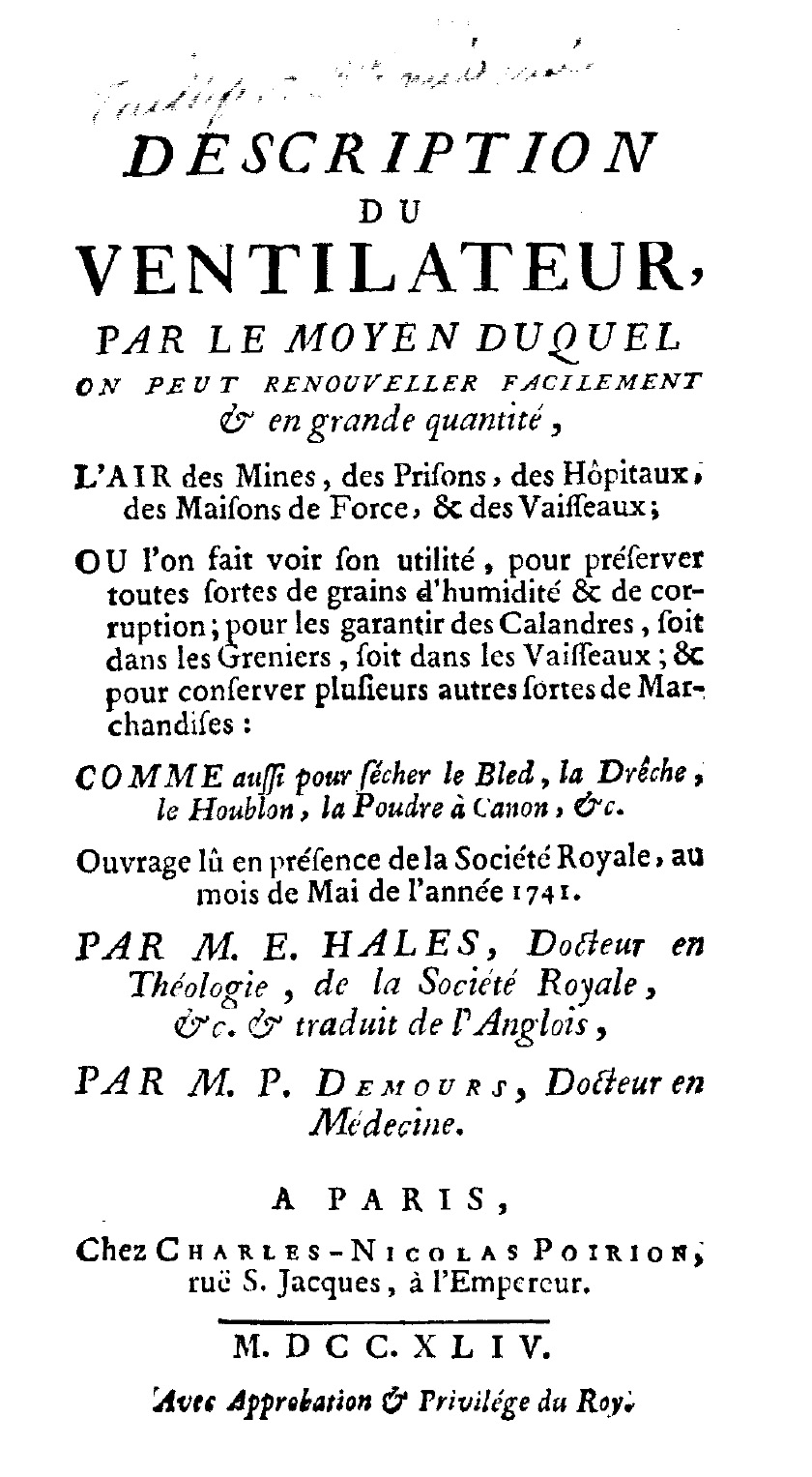
Description du ventilateur (edizione francese di Description of ventilators), 1744

Fu il primo a dimostrare, pur non distinguendo nessun gas specifico, che l'aria aveva un ruolo determinante nei processi chimici. Le sue ricerche rappresentarono un punto di riferimento fondamentale per lo sviluppo della chimica pneumatica e per la fondazione della rivoluzione chimica di Lavoisier.

## Opere
- (FR) Stephen Hales, Description of ventilators, Paris, Charles-Nicolas Poirion, 1744.
- (EN) Stephen Hales, Account of a useful discovery to distill double the usual quantity of sea-water, by blowing showers of air up through the distilling liquor, Londone, Richard Manby, 1756.